# Salsa alla menta
La salsa alla menta è un prodotto diffuso in vari Paesi del mondo tra cui Regno Unito, Irlanda, Italia, India e Marocco.

## Storia
Già nell'Europa medievale esistevano delle salse verdi a base di erbe. All'epoca, la menta veniva usata, più in Italia e Francia che in Inghilterra, per preparare degli intingoli. Quelle salse divennero sempre più rare fino a scomparire in epoca moderna. La salsa alla menta è particolarmente legata al Regno Unito, dove è anche prodotta industrialmente.

## Nel mondo

### In India
Il chutney alla menta contiene cipolle, limone o lime, zucchero, sale e peperoncino. È considerato ideale con verdure verdi o a radice, pesce, pollo o vitello.
Sempre nel subcontinente indiano esiste una salsa con yogurt, menta e spezie che può accompagnare il  naan, il riso pilaf e il biryani.

### In Italia
Il marò o pesto di fave è un sugo per la pasta tipico del ponente ligure con menta, fave, aglio olio extravergine e pecorino. Quest'ultimo ingrediente può venire omesso qualora si volesse rendere vegana la pietanza.

### Nel Regno Unito
La salsa alla menta britannica (mint sauce) è composta da foglie di menta tritate finemente, aceto, una piccola quantità di zucchero. Se desiderati, possono esservi aggiunto il succo di lime o frutti come i lamponi. Solitamente accompagna l'agnello arrosto (usanza tradizionale anche in Irlanda) e, in alcuni territori, i mushy peas (purea di piselli).
Una variante popolare dell'alimento è la mint jelly, che ha una consistenza più densa e dolce.

### In Marocco
In Marocco lo yogurt alla menta è un contorno da consumare con il méchoui.

## Galleria d'immagini

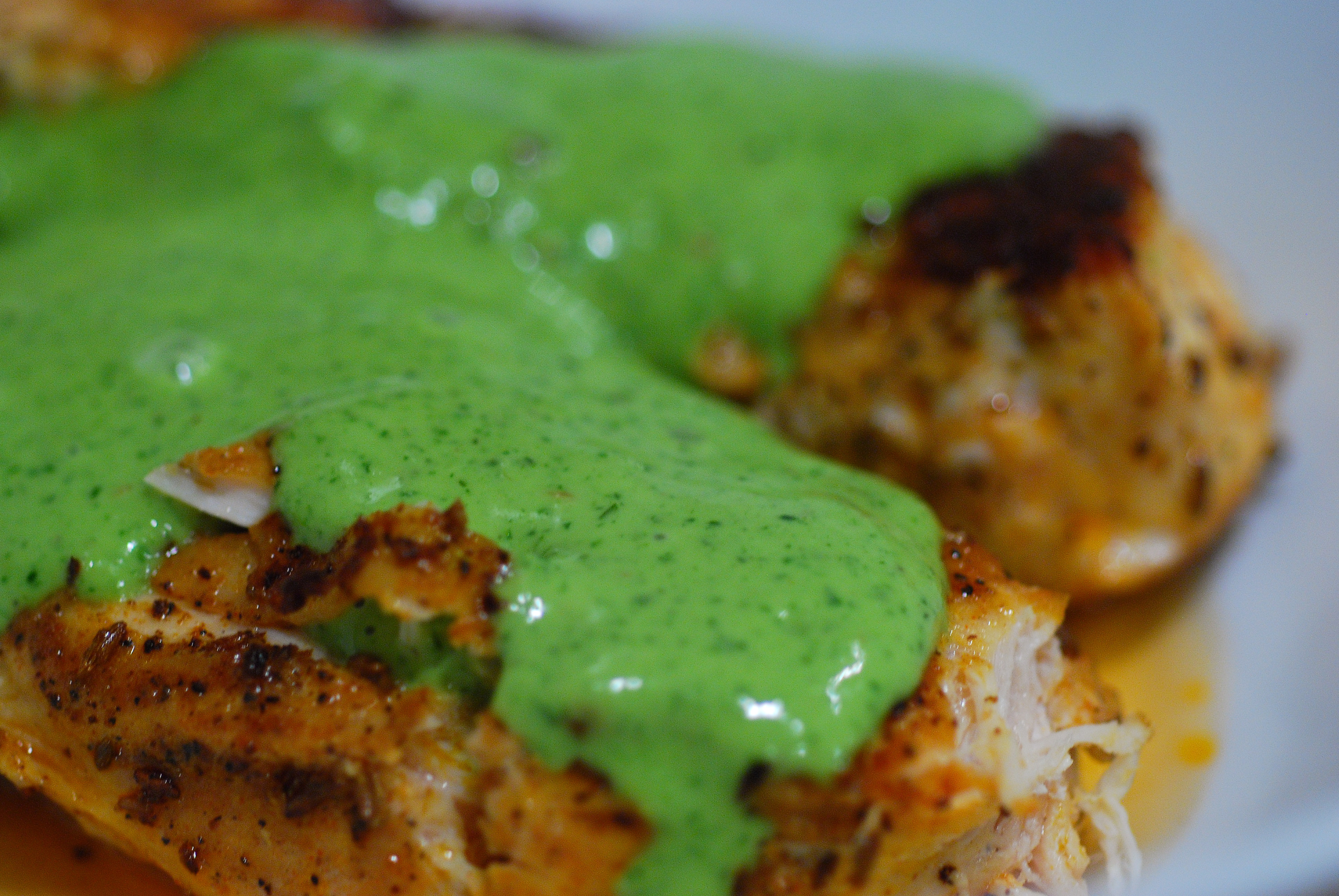
Salsa alla menta con pollo speziato
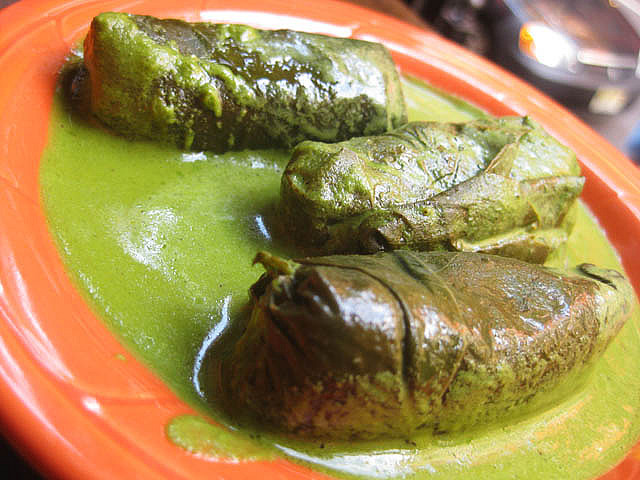
Foglie di vite ripiene con salsa alla menta
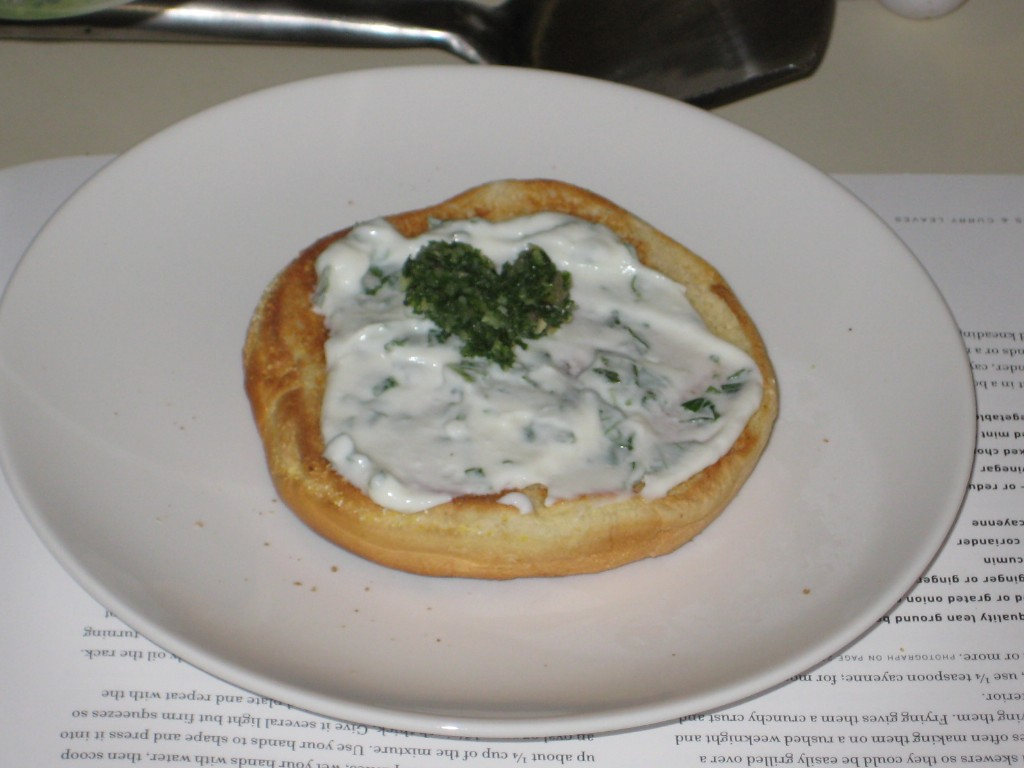
Yogurt alla menta
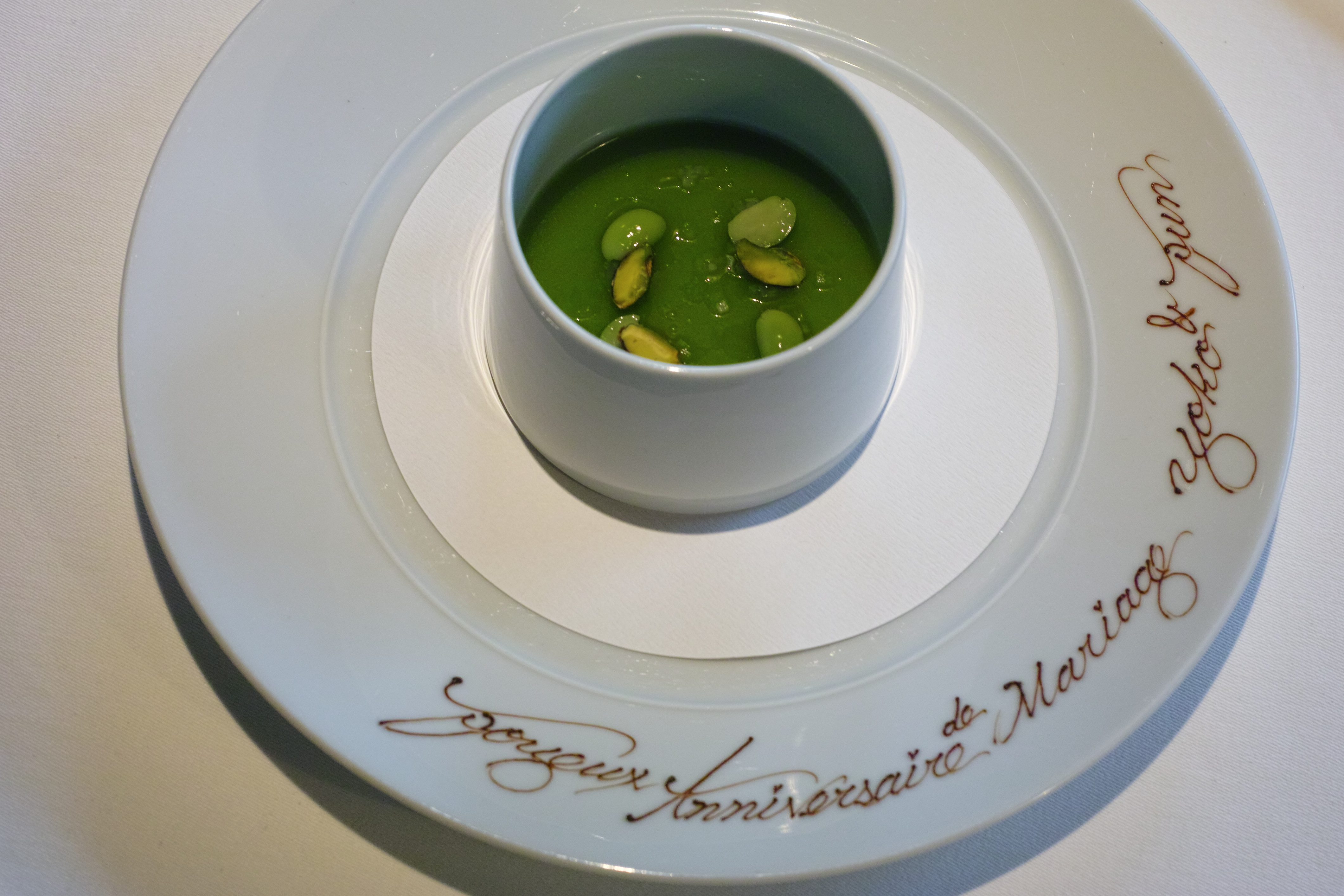
Panna cotta con salsa alla menta